# Хаатайнен, Туула
Туула Ирмели Хаатайнен (фин. Tuula Irmeli Haatainen; род. 11 февраля 1960, Туусниеми) — финский политический и государственный деятель. Член Социал-демократической партии. Депутат эдускунты (парламента) с 22 апреля 2015 года и в 1996—2007 гг. В прошлом — министр занятости Финляндии (2019—2023).

## Биография
Родилась 11 февраля 1960 года в Туусниеми. В 1978 году окончила школу. В 1981 году получила профессию медсестры. С 1981 года работала медсестрой. В 1982 году поступила в Хельсинкский университет, который окончила в 1987 году. С 1986 года работала научным сотрудником. В 1994 году получила степень магистра общественных наук.
С 1989 по 2007 год была членом городского совета Хельсинки. В 2007 году избрана заместителем мэра Хельсинки. На муниципальных выборах 9 апреля 2017 года избрана в городской совет Хельсинки, набрала 7451 голос.
В 1988—1996 гг. была лидером женского движения Социал-демократической партии. В 1990—1993 гг. была заместителем председателя организации Женщины социалистического интернационала (SIW).
В 1991 году принимала участие в 46-й сессии Генеральной Ассамблеи ООН в Нью-Йорке в составе финской делегации.
Стала депутатом эдускунты в ноябре 1996 года, сменив Рейно Паасилинна, избранного на выборах в Европейский парламент. Переизбиралась на выборах 1999, 2003 и 2007 года. Покинула эдускунту 11 сентября 2007 года, после избрания  заместителем мэра Хельсинки. Место в эдускунте занял Якоб-Магнус Сёдерман. По результатам парламентских выборов 19 апреля 2015 года вновь избрана депутатом эдускунты, набрала 6662 голоса. С 5 февраля 2018 года по 16 апреля 2019 года была вторым заместителем председателя парламента, с 7 июня 2019 года — первым заместителем председателя парламента.
Приняла участие в четвертой Всемирной конференции ООН по положению женщин 4–15 сентября 1995 года в Пекине.
17 апреля 2003 года получила портфель министра образования в кабинете Яаттеэнмяки, затем в первом кабинете Ванханена, сформированном  24 июня 2003 года. 24 сентября 2005 года получила портфель министра здравоохранения и социальных дел в кабинете Ванханена.
Туула Хаатайнен была выдвинута одним из кандидатов от Социал-демократической партии на выборах президента Финляндии 2012 года, однако на внутрипартийных выборах победил Пааво Липпонен с 67 % голосов избирателей.
2 сентября 2017 года Туула Хаатайнен выдвинута кандидатом от Социал-демократической партии на выборах президента Финляндии 2018 года. Набрала 97 294 голоса (3,2%).
10 декабря 2019 года получила портфель министра занятости в кабинете Марин, сформированном 10 декабря 2019 года, сменив Тимо Харакка, занимавшего пост в кабинете Ринне. 20 июня 2023 года правительство Марин ушло в отставку.

## Личная жизнь
Замужем, имеет двух детей.